# Norra Kviddtjärnen
Norra Kviddtjärnen är en sjö i Hällefors kommun i Västmanland och ingår i Norrströms huvudavrinningsområde.